# Élections législatives de 1958 dans le Pas-de-Calais
Les élections législatives françaises de 1958 se déroulent les 23 et 30 novembre 1958. Dans le département du Pas-de-Calais, quatorze députés sont à élire dans le cadre de quatorze circonscriptions. 

## Élus
| Circonscription | Député élu          | Parti | Parti   |
| --------------- | ------------------- | ----- | ------- |
| 1re             | Guy Mollet          |       | SFIO    |
| 2e              | Henri Duflot        |       | UNR     |
| 3e              | Charles Chopin      |       | CNIP    |
| 4e              | Charles Delesalle   |       | Modérés |
| 5e              | Jeannil Dumortier   |       | SFIO    |
| 6e              | Henri Collette      |       | UNR     |
| 7e              | Jacques Vendroux    |       | UNR     |
| 8e              | Pierre Guillain     |       | CNIP    |
| 9e              | Maurice Cassez      |       | MRP     |
| 10e             | Télesphore Caudron  |       | SFIO    |
| 11e             | Just Évrard         |       | SFIO    |
| 12e             | Henri Darras        |       | SFIO    |
| 13e             | Ernest Schaffner    |       | SFIO    |
| 14e             | Fernand Darchicourt |       | SFIO    |

## Système électoral
Pour la première fois depuis 1936, les élections législatives ont lieu au scrutin uninominal majoritaire à deux tours dans des circonscriptions uninominales.
Est élu au premier tour le candidat qui réunit la majorité absolue des suffrages exprimés et un nombre de voix au moins égal au quart (25 %) des électeurs inscrits dans la circonscription. Si aucun des candidats ne satisfait ces conditions, un second tour est organisé entre les candidats ayant réuni un nombre de voix au moins égal à 5 % des suffrages exprimés. Au second tour, le candidat arrivé en tête est déclaré élu.
Le seuil de qualification, basé sur un pourcentage relativement faible des suffrages exprimés, tend à faciliter l'accès au second tour de plus de deux candidats. Les candidats en lice au second tour peuvent ainsi fréquemment être trois, un cas de figure appelé « triangulaire ». Lorsque quatre candidats s'affrontent au second tour, on parle de « quadrangulaire ».

## Résultats

### Résultats à l'échelle du département
| Parti          | Parti                                          | Premier tour | Premier tour | Second tour | Second tour | Sièges |
| Parti          | Parti                                          | Voix         | %            | Voix        | %           | Sièges |
| -------------- | ---------------------------------------------- | ------------ | ------------ | ----------- | ----------- | ------ |
|                | Union pour la nouvelle République              | 95 361       | 15,65        | 79 484      | 13,08       | 3      |
|                | Centre national des indépendants et paysans    | 41 503       | 6,81         | 43 420      | 7,14        | 2      |
|                | Modérés                                        | 20 064       | 3,29         | 14 520      | 2,39        | 1      |
|                | Droite parlementaire                           | 156 928      | 25,75        | 137 424     | 22,61       | 6      |
|                |                                                |              |              |             |             |        |
|                | Section française de l'Internationale ouvrière | 196 915      | 32,31        | 228 909     | 37,66       | 7      |
|                | Parti communiste français                      | 148 019      | 24,29        | 136 994     | 22,54       | 0      |
|                | Mouvement républicain populaire                | 79 090       | 12,98        | 85 395      | 14,05       | 1      |
|                | Centre républicain                             | 10 355       | 1,70         | 7 750       | 1,28        | 0      |
|                | Socialistes indépendants                       | 9 500        | 1,56         | 11 310      | 1,86        | 0      |
|                | Extrême droite                                 | 7 361        | 1,21         | Retrait     | Retrait     | 0      |
|                | Union des forces démocratiques                 | 1 194        | 0,20         |             |             | 0      |
|                |                                                |              |              |             |             |        |
| Inscrits       | Inscrits                                       | 742 734      | 100,00       | 742 671     | 100,00      | 14     |
| Abstentions    | Abstentions                                    | 120 004      | 16,16        | 122 459     | 16,49       |        |
| Votants        | Votants                                        | 622 730      | 83,84        | 620 212     | 83,51       |        |
| Blancs et nuls | Blancs et nuls                                 | 13 368       | 2,15         | 12 430      | 2           |        |
| Exprimés       | Exprimés                                       | 609 362      | 97,85        | 607 782     | 98          |        |

### Résultats par circonscription

#### Première circonscription (Arras)
| Candidat       | Candidat        | Parti          | Premier tour | Premier tour | Second tour | Second tour |  |
| Candidat       | Candidat        | Parti          | Voix         | %            | Voix        | %           |  |
| -------------- | --------------- | -------------- | ------------ | ------------ | ----------- | ----------- |  |
|                | Guy Mollet élu  | SFIO           | 17 522       | 38,04        | 20 561      | 43,9        |  |
|                | Gaston Coquel   | PCF            | 11 143       | 24,19        | 8 285       | 17,69       |  |
|                | Roger Poudonson | MRP            | 10 115       | 21,96        | 17 993      | 38,41       |  |
|                | Albert Lecup    | Modérés        | 5 500        | 11,94        | Retrait     | Retrait     |  |
|                | Paul Lebas      | UFF            | 1 780        | 3,86         |             |             |  |
|                |                 |                |              |              |             |             |  |
| Inscrits       | Inscrits        | Inscrits       | 55 815       | 100,00       | 55 813      | 100,00      |  |
| Abstentions    | Abstentions     | Abstentions    | 8 485        | 15,2         | 7 875       | 14,11       |  |
| Votants        | Votants         | Votants        | 47 330       | 84,8         | 47 938      | 85,89       |  |
| Blancs et nuls | Blancs et nuls  | Blancs et nuls | 1 270        | 2,68         | 1 099       | 2,29        |  |
| Exprimés       | Exprimés        | Exprimés       | 46 060       | 97,32        | 46 839      | 97,71       |  |

#### Deuxième circonscription (Bapaume)
| Candidat       | Candidat         | Parti          | Premier tour | Premier tour | Second tour | Second tour |  |
| Candidat       | Candidat         | Parti          | Voix         | %            | Voix        | %           |  |
| -------------- | ---------------- | -------------- | ------------ | ------------ | ----------- | ----------- |  |
|                | Henri Duflot élu | UNR            | 13 215       | 29,04        | 24 784      | 53,8        |  |
|                | Michel Darras    | SFIO           | 11 814       | 25,96        | 12 510      | 27,15       |  |
|                | Jules Catoire    | MRP            | 9 760        | 21,45        | Retrait     | Retrait     |  |
|                | Roger Coté       | PCF            | 8 665        | 19,04        | 8 777       | 19,05       |  |
|                | Raymond Ditte    | UFF            | 2 048        | 4,5          |             |             |  |
|                |                  |                |              |              |             |             |  |
| Inscrits       | Inscrits         | Inscrits       | 55 182       | 100,00       | 55 199      | 100,00      |  |
| Abstentions    | Abstentions      | Abstentions    | 8 493        | 15,39        | 8 286       | 15,01       |  |
| Votants        | Votants          | Votants        | 46 689       | 84,61        | 46 913      | 84,99       |  |
| Blancs et nuls | Blancs et nuls   | Blancs et nuls | 1 187        | 2,54         | 842         | 1,79        |  |
| Exprimés       | Exprimés         | Exprimés       | 45 502       | 97,46        | 46 071      | 98,21       |  |

#### Troisième circonscription (Saint-Pol-sur-Ternoise)
| Candidat       | Candidat           | Parti          | Premier tour | Premier tour | Second tour | Second tour |  |
| Candidat       | Candidat           | Parti          | Voix         | %            | Voix        | %           |  |
| -------------- | ------------------ | -------------- | ------------ | ------------ | ----------- | ----------- |  |
|                | Marcel Dollet      | SFIO           | 12 722       | 28,47        | 14 858      | 33          |  |
|                | Roland Cressent    | PCF            | 11 052       | 24,73        | 11 440      | 25,41       |  |
|                | Charles Chopin élu | CNIP           | 10 635       | 23,8         | 18 729      | 41,6        |  |
|                | Claude Wattez      | UNR            | 6 704        | 15           | Retrait     | Retrait     |  |
|                | Jean Bertieaux     | CR             | 3 579        | 8,01         | Retrait     | Retrait     |  |
|                |                    |                |              |              |             |             |  |
| Inscrits       | Inscrits           | Inscrits       | 52 869       | 100,00       | 52 864      | 100,00      |  |
| Abstentions    | Abstentions        | Abstentions    | 7 304        | 13,82        | 7 179       | 13,58       |  |
| Votants        | Votants            | Votants        | 45 565       | 86,18        | 45 685      | 86,42       |  |
| Blancs et nuls | Blancs et nuls     | Blancs et nuls | 873          | 1,92         | 658         | 1,44        |  |
| Exprimés       | Exprimés           | Exprimés       | 44 692       | 98,08        | 45 027      | 98,56       |  |

#### Quatrième circonscription (Montreuil-sur-Mer)
| Candidat       | Candidat              | Parti          | Premier tour | Premier tour | Second tour | Second tour |  |
| Candidat       | Candidat              | Parti          | Voix         | %            | Voix        | %           |  |
| -------------- | --------------------- | -------------- | ------------ | ------------ | ----------- | ----------- |  |
|                | Charles Delesalle élu | Modérés        | 11 575       | 27,51        | 14 520      | 34,65       |  |
|                | Henri Catteau         | MRP            | 8 514        | 20,24        | 13 500      | 32,22       |  |
|                | Marcel Béraud         | UNR            | 6 448        | 15,33        | Retrait     | Retrait     |  |
|                | Marc Facompré         | SFIO           | 5 861        | 13,93        | 6 372       | 15,21       |  |
|                | Gilles Flament        | Soc.ind.       | 5 002        | 11,89        | 7 513       | 17,93       |  |
|                | Paul Dumont           | PCF            | 4 672        | 11,1         | Retrait     | Retrait     |  |
|                |                       |                |              |              |             |             |  |
| Inscrits       | Inscrits              | Inscrits       | 51 921       | 100,00       | 51 917      | 100,00      |  |
| Abstentions    | Abstentions           | Abstentions    | 8 808        | 16,96        | 8 907       | 17,16       |  |
| Votants        | Votants               | Votants        | 43 113       | 83,04        | 43 010      | 82,84       |  |
| Blancs et nuls | Blancs et nuls        | Blancs et nuls | 1 041        | 2,41         | 1 105       | 2,57        |  |
| Exprimés       | Exprimés              | Exprimés       | 42 072       | 97,59        | 41 905      | 97,43       |  |

#### Cinquième circonscription (Boulogne-sur-Mer-Sud)
| Candidat       | Candidat              | Parti          | Premier tour | Premier tour | Second tour | Second tour |  |
| Candidat       | Candidat              | Parti          | Voix         | %            | Voix        | %           |  |
| -------------- | --------------------- | -------------- | ------------ | ------------ | ----------- | ----------- |  |
|                | Jeannil Dumortier élu | SFIO           | 14 717       | 36,18        | 16 839      | 41,27       |  |
|                | Auguste Defrance      | PCF            | 8 587        | 21,11        | 8 547       | 20,95       |  |
|                | Henri Bourgain        | MRP            | 7 923        | 19,48        | 15 420      | 37,79       |  |
|                | Albert Mac-Kenna      | UNR            | 4 725        | 11,62        | Retrait     | Retrait     |  |
|                | Jacques Houlliez      | Extrême droite | 3 533        | 8,69         | Retrait     | Retrait     |  |
|                | Jean Bourgain         | UFD            | 1 194        | 2,94         |             |             |  |
|                |                       |                |              |              |             |             |  |
| Inscrits       | Inscrits              | Inscrits       | 50 551       | 100,00       | 50 548      | 100,00      |  |
| Abstentions    | Abstentions           | Abstentions    | 9 058        | 17,92        | 9 016       | 17,84       |  |
| Votants        | Votants               | Votants        | 41 493       | 82,08        | 41 532      | 82,16       |  |
| Blancs et nuls | Blancs et nuls        | Blancs et nuls | 814          | 1,96         | 726         | 1,75        |  |
| Exprimés       | Exprimés              | Exprimés       | 40 679       | 98,04        | 40 806      | 98,25       |  |

#### Sixième circonscription (Boulogne-sur-Mer-Nord)
| Candidat       | Candidat           | Parti          | Premier tour | Premier tour | Second tour | Second tour |  |
| Candidat       | Candidat           | Parti          | Voix         | %            | Voix        | %           |  |
| -------------- | ------------------ | -------------- | ------------ | ------------ | ----------- | ----------- |  |
|                | Henri Collette élu | UNR            | 15 207       | 33,55        | 26 646      | 58,41       |  |
|                | Henri Henneguelle  | SFIO           | 14 549       | 32,1         | 18 973      | 41,59       |  |
|                | Jean Febvay        | CNIP           | 8 249        | 18,2         | Retrait     | Retrait     |  |
|                | Jean Bardol        | PCF            | 6 091        | 13,44        | Retrait     | Retrait     |  |
|                | Carlos Leprêtre    | Modérés        | 1 229        | 2,71         |             |             |  |
|                |                    |                |              |              |             |             |  |
| Inscrits       | Inscrits           | Inscrits       | 55 381       | 100,00       | 55 374      | 100,00      |  |
| Abstentions    | Abstentions        | Abstentions    | 8 947        | 16,16        | 8 673       | 15,66       |  |
| Votants        | Votants            | Votants        | 46 434       | 83,84        | 46 701      | 84,34       |  |
| Blancs et nuls | Blancs et nuls     | Blancs et nuls | 1 109        | 2,39         | 1 082       | 2,32        |  |
| Exprimés       | Exprimés           | Exprimés       | 45 325       | 97,61        | 45 619      | 97,68       |  |

#### Septième circonscription (Calais)
| Candidat       | Candidat             | Parti          | Premier tour | Premier tour | Second tour | Second tour |  |
| Candidat       | Candidat             | Parti          | Voix         | %            | Voix        | %           |  |
| -------------- | -------------------- | -------------- | ------------ | ------------ | ----------- | ----------- |  |
|                | Jacques Vendroux élu | UNR            | 19 657       | 43,06        | 28 054      | 62,69       |  |
|                | Marceau Danel        | PCF            | 6 955        | 15,23        | 7 339       | 16,4        |  |
|                | André Parmentier     | SFIO           | 6 587        | 14,43        | 5 559       | 12,42       |  |
|                | Georges Boulanger    | MRP            | 6 196        | 13,57        | Retrait     | Retrait     |  |
|                | Louis Châtillon      | Soc.ind.       | 4 498        | 9,85         | 3 797       | 8,49        |  |
|                | Pierre Bayard        | Modérés        | 1 760        | 3,86         |             |             |  |
|                |                      |                |              |              |             |             |  |
| Inscrits       | Inscrits             | Inscrits       | 57 691       | 100,00       | 57 655      | 100,00      |  |
| Abstentions    | Abstentions          | Abstentions    | 10 989       | 19,05        | 11 999      | 20,81       |  |
| Votants        | Votants              | Votants        | 46 702       | 80,95        | 45 656      | 79,19       |  |
| Blancs et nuls | Blancs et nuls       | Blancs et nuls | 1 049        | 2,25         | 907         | 1,99        |  |
| Exprimés       | Exprimés             | Exprimés       | 45 653       | 97,75        | 44 749      | 98,01       |  |

#### Huitième circonscription (Saint-Omer)
| Candidat       | Candidat            | Parti          | Premier tour | Premier tour | Second tour | Second tour |  |
| Candidat       | Candidat            | Parti          | Voix         | %            | Voix        | %           |  |
| -------------- | ------------------- | -------------- | ------------ | ------------ | ----------- | ----------- |  |
|                | Pierre Guillain élu | CNIP           | 22 619       | 46,52        | 24 691      | 49,57       |  |
|                | Paul Blondel        | SFIO           | 18 274       | 37,58        | 18 320      | 36,78       |  |
|                | Raymond Dufay       | PCF            | 7 731        | 15,9         | 6 802       | 13,66       |  |
|                |                     |                |              |              |             |             |  |
| Inscrits       | Inscrits            | Inscrits       | 58 380       | 100,00       | 58 375      | 100,00      |  |
| Abstentions    | Abstentions         | Abstentions    | 8 288        | 14,2         | 7 700       | 13,19       |  |
| Votants        | Votants             | Votants        | 50 092       | 85,8         | 50 675      | 86,81       |  |
| Blancs et nuls | Blancs et nuls      | Blancs et nuls | 1 468        | 2,93         | 862         | 1,7         |  |
| Exprimés       | Exprimés            | Exprimés       | 48 624       | 97,07        | 49 813      | 98,3        |  |

#### Neuvième circonscription (Béthune)
| Candidat       | Candidat           | Parti          | Premier tour | Premier tour | Second tour | Second tour |  |
| Candidat       | Candidat           | Parti          | Voix         | %            | Voix        | %           |  |
| -------------- | ------------------ | -------------- | ------------ | ------------ | ----------- | ----------- |  |
|                | Émile Vanrullen    | SFIO           | 12 702       | 27,89        | 14 158      | 30,51       |  |
|                | Édouard Carlier    | PCF            | 12 203       | 26,79        | 12 715      | 27,4        |  |
|                | Maurice Cassez élu | MRP            | 10 858       | 23,84        | 19 528      | 42,09       |  |
|                | Calixte Foulon     | UNR            | 9 780        | 21,47        | Retrait     | Retrait     |  |
|                |                    |                |              |              |             |             |  |
| Inscrits       | Inscrits           | Inscrits       | 54 830       | 100,00       | 54 833      | 100,00      |  |
| Abstentions    | Abstentions        | Abstentions    | 8 495        | 15,49        | 7 812       | 14,25       |  |
| Votants        | Votants            | Votants        | 46 335       | 84,51        | 47 021      | 85,75       |  |
| Blancs et nuls | Blancs et nuls     | Blancs et nuls | 792          | 1,71         | 620         | 1,32        |  |
| Exprimés       | Exprimés           | Exprimés       | 45 543       | 98,29        | 46 401      | 98,68       |  |

#### Dixième circonscription (Bruay-en-Artois)
| Candidat       | Candidat                 | Parti          | Premier tour | Premier tour | Second tour | Second tour |  |
| Candidat       | Candidat                 | Parti          | Voix         | %            | Voix        | %           |  |
| -------------- | ------------------------ | -------------- | ------------ | ------------ | ----------- | ----------- |  |
|                | Télesphore Caudron élu   | SFIO           | 16 069       | 38,24        | 18 119      | 43,76       |  |
|                | André Mancey             | PCF            | 15 433       | 36,73        | 15 534      | 37,52       |  |
|                | Marcel Guerlain          | CR             | 6 776        | 16,13        | 7 750       | 18,72       |  |
|                | Maximilien de Bettignies | MRP            | 3 741        | 8,9          | Retrait     | Retrait     |  |
|                |                          |                |              |              |             |             |  |
| Inscrits       | Inscrits                 | Inscrits       | 51 018       | 100,00       | 51 014      | 100,00      |  |
| Abstentions    | Abstentions              | Abstentions    | 8 331        | 16,33        | 9 116       | 17,87       |  |
| Votants        | Votants                  | Votants        | 42 687       | 83,67        | 41 898      | 82,13       |  |
| Blancs et nuls | Blancs et nuls           | Blancs et nuls | 668          | 1,56         | 495         | 1,18        |  |
| Exprimés       | Exprimés                 | Exprimés       | 42 019       | 98,44        | 41 403      | 98,82       |  |

#### Onzième circonscription (Cambrin)
| Candidat       | Candidat           | Parti          | Premier tour | Premier tour | Second tour | Second tour |  |
| Candidat       | Candidat           | Parti          | Voix         | %            | Voix        | %           |  |
| -------------- | ------------------ | -------------- | ------------ | ------------ | ----------- | ----------- |  |
|                | Just Évrard élu    | SFIO           | 14 776       | 34,2         | 17 277      | 39,54       |  |
|                | Jeannette Prin     | PCF            | 13 972       | 32,34        | 14 705      | 33,65       |  |
|                | Désiré Fénart      | MRP            | 8 139        | 18,84        | 11 717      | 26,81       |  |
|                | Gaston Van Brabant | UNR            | 6 319        | 14,63        | Retrait     | Retrait     |  |
|                |                    |                |              |              |             |             |  |
| Inscrits       | Inscrits           | Inscrits       | 52 766       | 100,00       | 52 762      | 100,00      |  |
| Abstentions    | Abstentions        | Abstentions    | 8 649        | 16,39        | 8 287       | 15,71       |  |
| Votants        | Votants            | Votants        | 44 117       | 83,61        | 44 475      | 84,29       |  |
| Blancs et nuls | Blancs et nuls     | Blancs et nuls | 911          | 2,06         | 776         | 1,74        |  |
| Exprimés       | Exprimés           | Exprimés       | 43 206       | 97,94        | 43 699      | 98,26       |  |

#### Douzième circonscription (Liévin)
| Candidat       | Candidat          | Parti          | Premier tour | Premier tour | Second tour | Second tour |  |
| Candidat       | Candidat          | Parti          | Voix         | %            | Voix        | %           |  |
| -------------- | ----------------- | -------------- | ------------ | ------------ | ----------- | ----------- |  |
|                | Henri Darras élu  | SFIO           | 19 697       | 46,47        | 24 742      | 61,57       |  |
|                | Léandre Létoquart | PCF            | 15 174       | 35,8         | 15 446      | 38,43       |  |
|                | Valéry Poubelle   | MRP            | 4 104        | 9,68         | Retrait     | Retrait     |  |
|                | Eugène Bertholet  | UNR            | 3 416        | 8,06         | Retrait     | Retrait     |  |
|                |                   |                |              |              |             |             |  |
| Inscrits       | Inscrits          | Inscrits       | 52 082       | 100,00       | 52 067      | 100,00      |  |
| Abstentions    | Abstentions       | Abstentions    | 9 011        | 17,3         | 10 695      | 20,54       |  |
| Votants        | Votants           | Votants        | 43 071       | 82,7         | 41 372      | 79,46       |  |
| Blancs et nuls | Blancs et nuls    | Blancs et nuls | 680          | 1,58         | 1 184       | 2,86        |  |
| Exprimés       | Exprimés          | Exprimés       | 42 391       | 98,42        | 40 188      | 97,14       |  |

#### Treizième circonscription (Lens)
| Candidat       | Candidat             | Parti          | Premier tour | Premier tour | Second tour | Second tour |  |
| Candidat       | Candidat             | Parti          | Voix         | %            | Voix        | %           |  |
| -------------- | -------------------- | -------------- | ------------ | ------------ | ----------- | ----------- |  |
|                | Ernest Schaffner élu | SFIO           | 15 353       | 42,95        | 20 811      | 60,83       |  |
|                | Jean Ooghe           | PCF            | 12 751       | 35,67        | 13 398      | 39,17       |  |
|                | Émile Coyez          | UNR            | 4 100        | 11,47        | Retrait     | Retrait     |  |
|                | Marceau Lantoine     | MRP            | 3 546        | 9,92         | Retrait     | Retrait     |  |
|                |                      |                |              |              |             |             |  |
| Inscrits       | Inscrits             | Inscrits       | 43 185       | 100,00       | 43 186      | 100,00      |  |
| Abstentions    | Abstentions          | Abstentions    | 6 782        | 15,7         | 7 752       | 17,95       |  |
| Votants        | Votants              | Votants        | 36 403       | 84,3         | 35 434      | 82,05       |  |
| Blancs et nuls | Blancs et nuls       | Blancs et nuls | 653          | 1,79         | 1 225       | 3,46        |  |
| Exprimés       | Exprimés             | Exprimés       | 35 750       | 98,21        | 34 209      | 96,54       |  |

#### Quatorzième circonscription (Hénin-Beaumont)
| Candidat       | Candidat                | Parti          | Premier tour | Premier tour | Second tour | Second tour |  |
| Candidat       | Candidat                | Parti          | Voix         | %            | Voix        | %           |  |
| -------------- | ----------------------- | -------------- | ------------ | ------------ | ----------- | ----------- |  |
|                | Fernand Darchicourt élu | SFIO           | 16 272       | 38,89        | 19 810      | 48,25       |  |
|                | Joseph Legrand          | PCF            | 13 590       | 32,48        | 14 006      | 34,12       |  |
|                | Jules Carpentier        | MRP            | 6 194        | 14,8         | 7 237       | 17,63       |  |
|                | Jules Cornette          | UNR            | 5 790        | 13,84        | Retrait     | Retrait     |  |
|                |                         |                |              |              |             |             |  |
| Inscrits       | Inscrits                | Inscrits       | 51 063       | 100,00       | 51 064      | 100,00      |  |
| Abstentions    | Abstentions             | Abstentions    | 8 364        | 16,38        | 9 162       | 17,94       |  |
| Votants        | Votants                 | Votants        | 42 699       | 83,62        | 41 902      | 82,06       |  |
| Blancs et nuls | Blancs et nuls          | Blancs et nuls | 853          | 2            | 849         | 2,03        |  |
| Exprimés       | Exprimés                | Exprimés       | 41 846       | 98           | 41 053      | 97,97       |  |